# 茨城県道340号玉造停車場線
茨城県道340号玉造停車場線（いばらきけんどう340ごう たまつくりていしゃじょうせん）は、茨城県行方市内を通り鹿島鉄道玉造町駅に接続されていた、かつて存在した県道である。鹿島鉄道廃線と共に玉造町駅も廃止、そして後を追うように2008年4月17日にこの路線も廃止された。

## 路線概要
- 起点：行方市玉造甲 玉造町駅（廃止、茨城県道116号鹿田玉造線交点）[1]
- 終点：行方市玉造甲（茨城県道183号山田玉造線交点）[1]
- 距離：357 m

## 歴史
1959年（昭和34年）10月14日、新たな県道として行方郡玉造町の玉造停車場を起点とし、県道石岡潮来線交点（旧国道355号、現在の県道山田玉造線）交点を終点とする区間を本路線とする県道玉造停車場線として茨城県が県道路線認定した。
1995年（平成7年）には整理番号340となった。
しかし、2007年（平成19年）に鹿島鉄道鉾田線が廃止されることとなる。これに伴って玉造町駅も廃止になったその後も約1年ほど存続したが、2008年（平成20年）4月17日の茨城県告示で路線廃止となった。

### 年表
- 1928年（昭和3年）2月1日：玉造町駅が開業する。
- 1934年（昭和9年）8月28日：玉造停車場線の前身に当たる玉造町停車場線が路線認定される[2]。
- 1959年（昭和34年）10月14日
  - 県道玉造停車場線が路線認定される（図面対象番号287）[3]。
  - 道路の区域は、行方郡玉造町の玉造停車場から行方郡玉造町の主要地方道石岡潮来線交点までと決定された[1]。
- 1995年（平成7年）3月30日：整理番号が整理番号339から整理番号340に変更される[4]。
- 2007年（平成19年）4月1日：玉造町駅が廃止される。
- 2008年（平成20年）4月17日：玉造停車場線が路線廃止となる[5]。

## 路線状況

### 重複区間
- 茨城県道116号鹿田玉造線（全線重複）：1996年（平成8年）2月15日 - 2008年（平成20年）4月16日[6]

## 地理

### 通過する自治体
- 茨城県
  - 行方市

### 接続・交差する道路
- 茨城県道116号鹿田玉造線
- 茨城県道183号山田玉造線

### 沿線
- 鹿島鉄道玉造町駅（廃止）